# 단기통 엔진

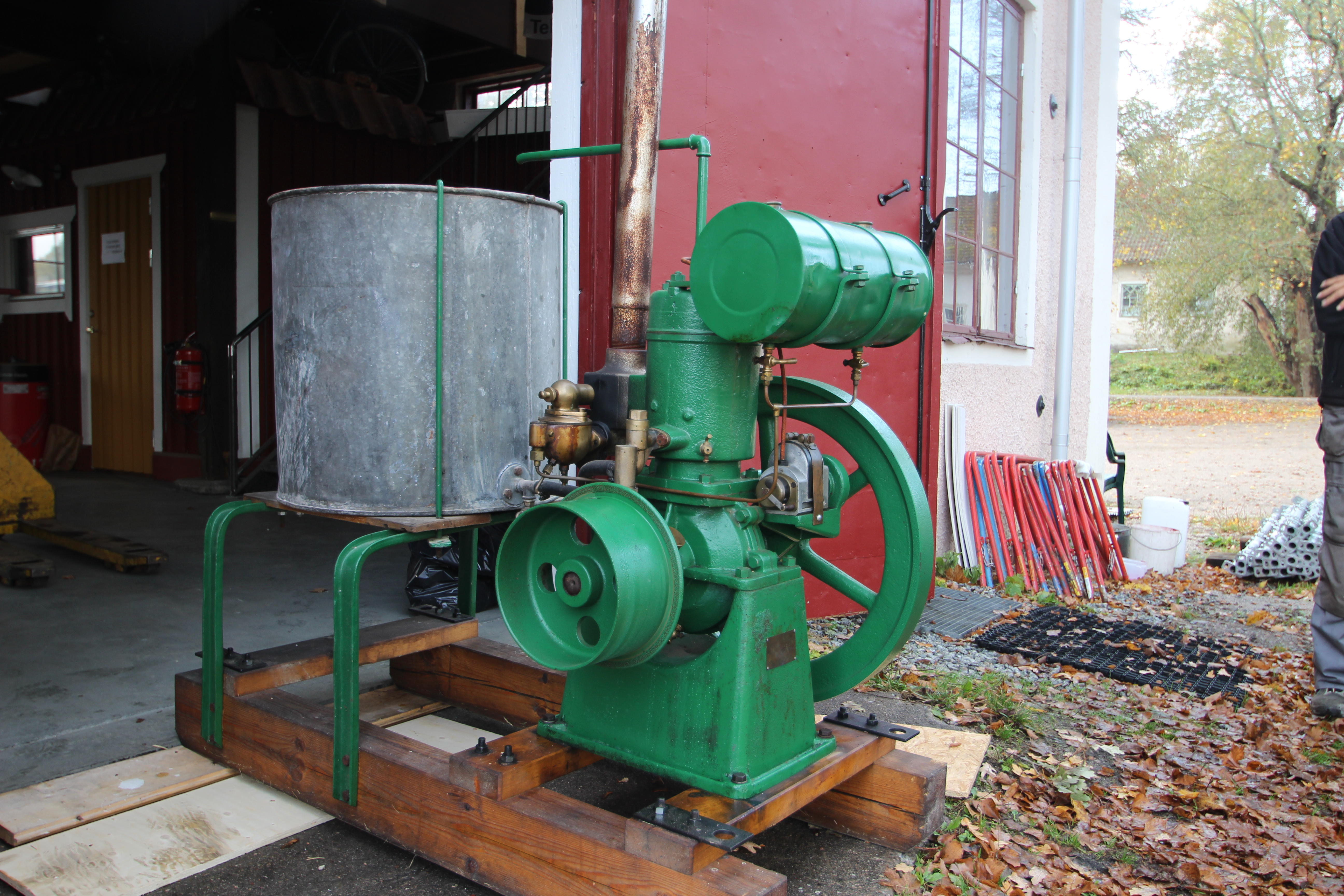

단기통 엔진이란 실린더가 한 개인 엔진을 말한다. 이 엔진은 오토바이, 모터 스쿠터, 고카트, 전지형 차량, 무선 조종 차량, 휴대용 도구 및 정원 기계(예: 잔디 깎는 기계, 경운기 및 줄 트리머)에 사용된다. 단기통 엔진은 4행정과 2행정으로 만들어진다.